# پی‌ان‌اس هانگور (اس۱۳۱)
پی‌ان‌اس هانگور (اس۱۳۱) (به انگلیسی: PNS Hangor (S131)) یک زیردریایی است که طول آن ۵۷٫۷۵ متر (۱۸۹ فوت ۶ اینچ) می‌باشد. این زیردریایی در سال ۱۹۶۹ ساخته شد.